# Suatu
Suatu est une commune de Transylvanie, en Roumanie, dans le județ de Cluj. Elle est composée des villages Suatu, Aruncuta, Dâmburile.

## Histoire

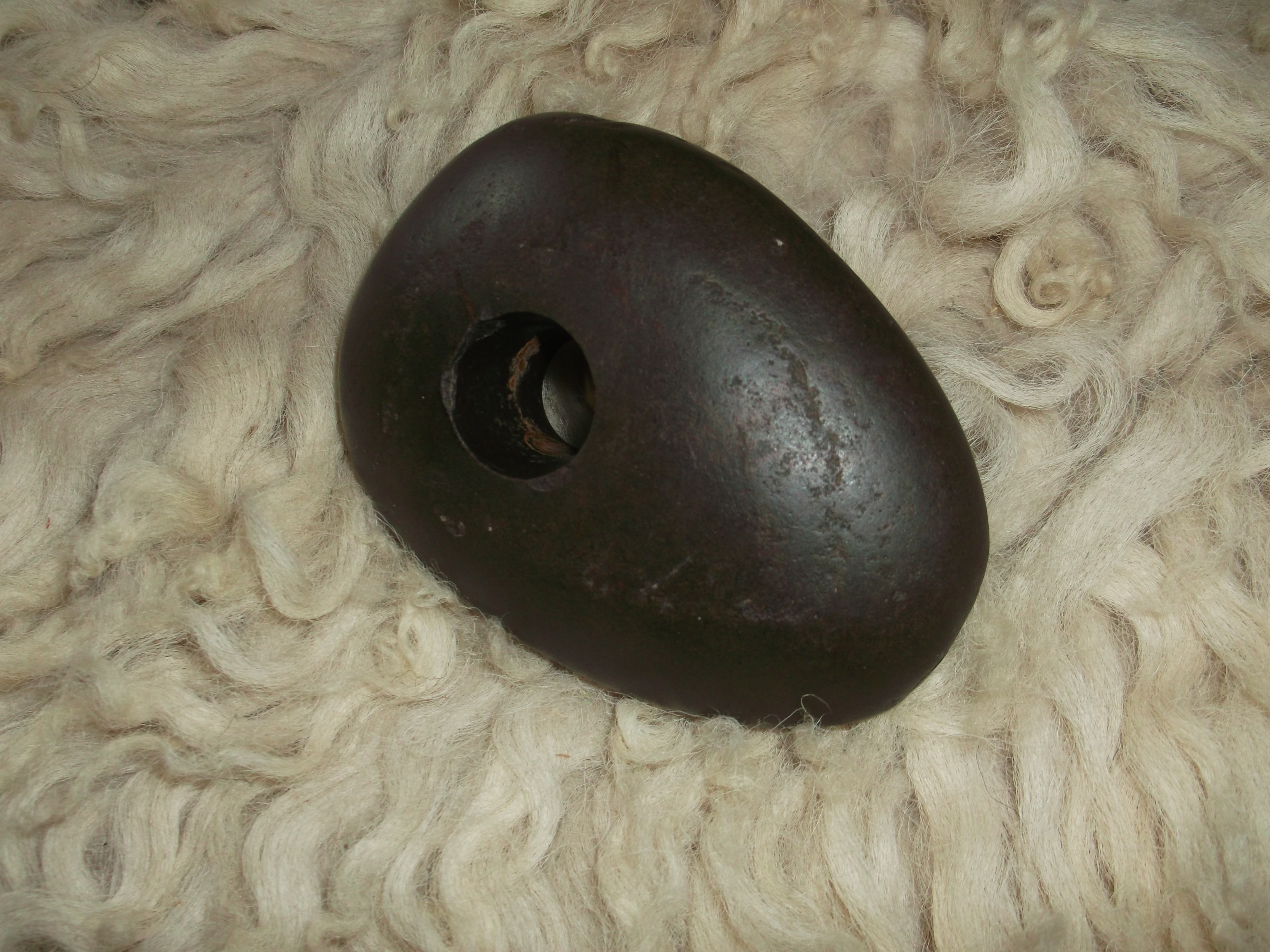
- hache en basalte dur. poli et perforé, du Néolithique

La première mention du village[Lequel ?] date de 1213. Cependant, les différents artéfacts archéologiques témoignent d'une activité humaine plus ancienne. 
Les traces de l'activité romaine sur le territoire appartiennent à un seul établissement qui se développe dans la vallée de Gădălinu. Au centre de la commune, près du moulin, sont découvertes de nombreuses briques romanes qui pourrait indiquer l'existence d'une villa rustica.

## Démographie
Selon le recensement effectué en 2011, la population de la commune Suatu s'élève à 1.737 habitants, en baisse par rapport au précédent recensement de 2002, de 1945 habitants. Il n'y a pas d'ethnie majoritaire, les habitants étant : Hongrois (48,19%), Roumains (39,61%) et Roms (9,44%). Pour 2,53% de la population, l'origine ethnique est inconnue. D'un point de vue confessionnel, il n'y a pas de religion majoritaire, les habitants étant : Orthodoxes (33,51%), Unitaires (26,83%), Réformés (21,42%), Grecs catholiques (10,19%), Adventistes Adventistes du septième jour (2,71% ) et pentecôtistes (1,09%). Pour 2,53% de la population, l'appartenance religieuse n'est pas connue. 

## Politique et administration
La commune de Suatu est administrée par un maire et un conseil local composé de 11 conseillers. Le maire, Mihai Szobo du parti Union démocratique hongroise de Roumanie, est en fonction depuis 2004.